# لارس دندونکر
لارس دندونکر (انگلیسی: Lars Dendoncker؛ زادهٔ ۳ آوریل ۲۰۰۱) بازیکن فوتبال اهل بلژیک است.

## دوران ملی
این بازیکن بلژیکی ۱۱ بار برای تیم ملی زیر ۱۷ سال و یک بار برای تیم ملی زیر ۱۸ سال کشورش بازی کرد.

## زندگی شخصی
لارس دندونکر کوچک‌ترین برادر از سه برادر است. لئاندر، برادر وسطی، در لیگ برتر فوتبال انگلستان برای ولورهمپتون و استون ویلا بازی کرده است و عضوی از تیم ملی فوتبال بلژیک بود، در حالی‌که آندرس، برادر بزرگ‌تر، قبل از این‌که مدیر برنامه‌های دو برادر دیگر شود، در سطح محلی فوتبال بازی می‌کرد.

## خداحافظی از فوتبال
لارس دندونکر بعد از تشخیص عارضه قلبی تصمیم به خداحافظی زودهنگام از دنیای فوتبال در سن ۲۲ سالگی گرفت.